# Дичнянский сельсовет
Дичня́нский сельсовет — муниципальное образование со статусом сельского поселения в Курчатовском районе Курской области Российской Федерации.
Административный центр — село Дичня.

## История
Статус и границы сельсовета установлены Законом Курской области от 21 октября 2004 года № 48-ЗКО «О муниципальных образованиях Курской области».

## Население
| 2002  | 2010  | 2012  | 2013  | 2014  | 2015  | 2016  |
| ----- | ----- | ----- | ----- | ----- | ----- | ----- |
| 2524  | ↗3005 | ↗3024 | ↗3090 | ↗3141 | ↗3151 | ↗3157 |
| 2017  | 2018  | 2019  | 2020  | 2021  |       |       |
| ↘3148 | ↘3133 | ↘3063 | ↘3014 | ↘2946 |       |       |

## Состав сельского поселения
| № | Населённый пункт | Тип населённого пункта       | Население |
| - | ---------------- | ---------------------------- | --------- |
| 1 | Дичня            | село, административный центр | ↗2370     |
| 2 | Лукашевка        | деревня                      | ↗111      |
| 3 | Успенка          | село                         | ↗524      |